# アレキサンダー・シュレメンコ
アレキサンダー・シュレメンコ（ロシア語: Александр Павлович Шлеменко, ラテン文字転写: Alexander Pavlovich Shlemenko、1984年5月20日 - ）は、ロシアの男性総合格闘家。オムスク出身。ロスファイターズ・スポーツクラブ所属。第2代Bellator世界ミドル級王者。

## 来歴
キックボクシング、グレコローマンレスリング、サンボ、軍隊式近接格闘術を学び、2004年に総合格闘技デビュー。
2010年4月29日、Bellator初参戦となったBellator 16のミドル級トーナメント1回戦でマット・メジャーと対戦し、3-0の判定勝ち。5月27日、Bellator 20の準決勝でジャレッド・ヘスと対戦し、膝の負傷でTKO勝ち。6月24日、Bellator 23の決勝でブライアン・ベイカーと対戦し、パウンドでTKO勝ちでトーナメント優勝を果たした。
2010年10月28日、Bellator 34のBellator世界ミドル級タイトルマッチで王者ヘクター・ロンバードに挑戦し、0-3の判定負けを喫し王座獲得に失敗した。
2011年9月17日、Bellator 50のミドル級トーナメント1回戦でゼルグ・"弁慶"・ガレシックと対戦し、ギロチンチョークで一本勝ち。10月15日、Bellator 54の準決勝でブライアン・ロジャースと対戦し、膝蹴りでTKO勝ち。11月12日、Bellator 57の決勝でヴィトー・ヴィアナと対戦し、3-0の判定勝ちで2度目のトーナメント優勝を果たした。
2012年4月7日、Super Fight League 2でミノワマンと対戦し、ボディパウンドでTKO勝ちを収めた。

### Bellator世界王座獲得
2013年2月7日、Bellator 88のBellator世界ミドル級王座決定戦でマイケル・ファルカォンと対戦し、パウンドでKO勝ち収め王座獲得に成功した。
2013年9月7日、Bellator 98のBellator世界ミドル級タイトルマッチで挑戦者のブレット・クーパーと対戦し、3-0の判定勝ちを収め王座の初防衛に成功した。
2013年11月22日、Bellator 109のBellator世界ミドル級タイトルマッチで挑戦者のダグ・マーシャルと対戦し、左ボディブローでKO勝ちを収め王座の2度目の防衛に成功した。
2014年3月28日、Bellator 114のBellator世界ミドル級タイトルマッチで挑戦者のブレナン・ワードと対戦し、ギロチンチョークで一本勝ちを収め王座の3度目の防衛に成功した。
2014年5月17日、Bellator 120でティト・オーティズとライトヘビー級契約のノンタイトル戦で対戦し、肩固めで見込み一本負けを喫した。
2014年9月26日、Bellator 126のBellator世界ミドル級タイトルマッチで挑戦者のブランドン・ホールジーと対戦し、リアネイキドチョークで見込み一本負けを喫し王座陥落した。
2015年2月13日、Bellator 133でメルヴィン・マヌーフと対戦し、右バックブローで2RKO勝ち。2015年3月17日、薬物検査で規定値を超えた高濃度のテストステロンが検出された事が発表され、2015年6月、カリフォルニア州アスレチック・コミッションから3年間の出場停止と罰金1万ドルの処分を受け、試合結果もノーコンテストに変更された。2015年9月、シュメレンコは処分の不服を申し立て、カリフォルニア州アスレチック・コミッションを訴えた。2016年7月、カリフォルニア州高等裁判所が訴えを認めて、シュメレンコの出場停止処分は解除され、罰金も50％減額された。
2017年10月20日、Bellator 185でゲガール・ムサシと対戦し、判定負けを喫した。
2019年12月14日、Russian Cagefighting Championship 7でデヴィッド・ブランチと対戦し、ギロチンチョークで一本勝ちを収めた。

## 戦績
| 総合格闘技 戦績 | 総合格闘技 戦績 | 総合格闘技 戦績 | 総合格闘技 戦績 | 総合格闘技 戦績 | 総合格闘技 戦績 | 総合格闘技 戦績 |
| --------------- | --------------- | --------------- | --------------- | --------------- | --------------- | --------------- |
| 73 試合         | (T)KO           | 一本            | 判定            | その他          | 引き分け        | 無効試合        |
| 59 勝           | 32              | 11              | 16              | 0               | 0               | 1               |
| 13 敗           | 2               | 4               | 7               | 0               | 0               | 1               |

| 勝敗 | 対戦相手                         | 試合結果                               | 大会名                                                                   | 開催年月日     |
| ○    | デヴィッド・ブランチ             | 1R 4:58 ギロチンチョーク               | Russian Cagefighting Championship 7                                      | 2019年12月14日 |
| ×    | クリス・ハニーカット             | 5分5R終了 判定0-3                      | Eastern Economic Forum: Roscongress Vladivostok Combat Night             | 2019年9月5日   |
| ○    | ヴィスカルジ・アンドラージ       | 3R 3:37 TKO（打撃）                    | Russian Cagefighting Championship 6                                      | 2019年5月4日   |
| ○    | ジョナス・ビルシュタイン         | 2R 1:15 ギロチンチョーク               | Russian Cagefighting Championship 5                                      | 2018年12月15日 |
| ×    | アナトリー・トコフ               | 5分3R終了 判定0-3                      | Bellator 208                                                             | 2018年10月13日 |
| ×    | ブルーノ・シウバ                 | 1R 2:54 KO（打撃）                     | M-1 Challenge 93 - Shlemenko vs. Silva                                   | 2018年6月1日   |
| ×    | ゲガール・ムサシ                 | 5分3R終了 判定0-3                      | Bellator 185: Mousasi vs. Shlemenko                                      | 2017年10月20日 |
| ○    | ブランドン・ホールジー           | 1R 0:25 TKO（打撃）                    | M-1 Challenge 79: Shlemenko vs. Halsey 2                                 | 2017年6月1日   |
| ○    | ポール・ブラッドリー             | 5分3R終了 判定3-0                      | M-1 Challenge 75: Shlemenko vs. Bradley                                  | 2017年3月3日   |
| ○    | ケンドール・グローブ             | 2R 1:43 TKO（左ボディブロー→パウンド） | Bellator 162: Shlemenko vs. Grove                                        | 2016年10月21日 |
| ○    | ヴャチェスラフ・ヴァシレフスキー | 3R 2:09 ギロチンチョーク               | M-1 Challenge 68: Shlemenko vs. Vasilevsky 2 【ミドル級グランプリ 決勝】 | 2016年6月16日  |
| ○    | ヴャチェスラフ・ヴァシレフスキー | 5分3R終了 判定2-0                      | M-1 Challenge 64: Shlemenko vs. Vasilevsky 【ミドル級グランプリ 1回戦】  | 2016年2月19日  |
| －   | メルヴィン・マヌーフ             | ノーコンテスト（薬物検査失格）         | Bellator 133: Shlemenko vs. Manhoef                                      | 2015年2月13日  |
| ○    | Yasubei榎本                      | 5分3R終了 判定3-0                      | Fight Nights: Battle of Moscow 18                                        | 2014年12月20日 |
| ×    | ブランドン・ホールジー           | 1R 0:35 リアネイキドチョーク           | Bellator 126 【Bellator世界ミドル級タイトルマッチ】                      | 2014年9月26日  |
| ×    | ティト・オーティズ               | 1R 2:27 肩固め                         | Bellator 120                                                             | 2014年5月17日  |
| ○    | ブレナン・ワード                 | 2R 1:22 ギロチンチョーク               | Bellator 114 【Bellator世界ミドル級タイトルマッチ】                      | 2014年3月28日  |
| ○    | ダグ・マーシャル                 | 1R 4:28 KO（左ボディブロー）           | Bellator 109 【Bellator世界ミドル級タイトルマッチ】                      | 2013年11月22日 |
| ○    | ブレット・クーパー               | 5分5R終了 判定3-0                      | Bellator 98 【Bellator世界ミドル級タイトルマッチ】                       | 2013年9月7日   |
| ○    | マイケル・ファルカォン           | 2R 2:18 KO（右ストレート→パウンド）    | Bellator 88 【Bellator世界ミドル級王座決定戦】                           | 2013年2月7日   |
| ○    | アンソニー・ルイス               | 5分3R終了 判定3-0                      | League S-70: Russian Championship Finals                                 | 2012年8月11日  |
| ○    | ミノワマン                       | 1R 2:20 TKO（ボディパウンド）          | Super Fight League 2                                                     | 2012年4月7日   |
| ○    | ジュリオ・パウリーノ             | 5分3R終了 判定3-0                      | FEFoMP: Battle of Empires                                                | 2011年12月17日 |
| ○    | ヴィトー・ヴィアナ               | 5分3R終了 判定3-0                      | Bellator 57 【ミドル級トーナメント 決勝】                                | 2011年11月12日 |
| ○    | ブライアン・ロジャース           | 2R 2:30 TKO（膝蹴り）                  | Bellator 54 【ミドル級トーナメント 準決勝】                              | 2011年10月15日 |
| ○    | ゼルグ・"弁慶"・ガレシック       | 1R 1:55 ギロチンチョーク               | Bellator 50 【ミドル級トーナメント 1回戦】                               | 2011年9月17日  |
| ○    | マルコス・アントニオ・サンタナ   | 1R 1:29 TKO（パンチ）                  | League S-70: Russia vs. Brazil                                           | 2011年8月6日   |
| ○    | ブレット・クーパー               | 5分3R終了 判定3-0                      | Bellator 44                                                              | 2011年6月14日  |
| ○    | ニック・ワグナー                 | 1R 3:13 KO（パンチ）                   | Fight Festival 30                                                        | 2011年3月12日  |
| ×    | ヘクター・ロンバード             | 5分5R終了 判定0-3                      | Bellator 34 【Bellator世界ミドル級タイトルマッチ】                       | 2010年10月28日 |
| ○    | ブライアン・ベイカー             | 1R 2:45 TKO（パウンド）                | Bellator 23 【ミドル級トーナメント 決勝】                                | 2010年6月24日  |
| ○    | ジャレッド・ヘス                 | 3R 0:23 TKO（膝の負傷）                | Bellator 20 【ミドル級トーナメント 準決勝】                              | 2010年5月27日  |
| ○    | マット・メジャー                 | 5分3R終了 判定3-0                      | Bellator 16 【ミドル級トーナメント 1回戦】                               | 2010年4月29日  |
| ○    | ショーン・サーモン               | 1R 0:40 KO（ボディへの膝蹴り）         | Fight Festival 27                                                        | 2010年3月13日  |
| ○    | ジョン・フランソワ・レノグ       | 2R 1:43 KO（バックハンドブロー）       | Saturn & RusFighters: Battle of Gladiators                               | 2010年2月13日  |
| ○    | マクシム・ネボリア               | 1R 1:15 リアネイキドチョーク           | Union of Veterans of Sport: Mayor's Cup 2009                             | 2009年11月27日 |
| ×    | ヨルダン・ラデフ                 | 1R 4:27 KO（パンチ）                   | Fight Festival 26                                                        | 2009年10月17日 |
| ○    | パトリック・キンクル             | 5分3R終了 判定3-0                      | Hell Cage 4 【WKN MMA欧州75kg級タイトルマッチ】                          | 2009年9月20日  |
| ○    | ペトラス・マーケヴィシウス       | 5分3R終了 判定3-0                      | Union of Veterans of Sport: Russia vs. The World                         | 2008年11月29日 |
| ○    | ババ・マクダニエル               | 1R終了時 TKO（ボディへの跳び膝蹴り）   | ShoXC: Elite Challenger Series                                           | 2008年10月10日 |
| ○    | グレゴリー・バベーヌ             | 1R 4:48 三角絞め                       | BSCF: Siberian Challenge 2                                               | 2008年5月18日  |
| ○    | ミッコ・スバント                 | 1R KO（パンチ連打）                    | fightFORCE: Russia vs. The World                                         | 2008年4月19日  |
| ○    | ディエゴ・ヴィソツキー           | 1R 2:11 KO（ハイキック）               | BodogFight: USA vs. Russia                                               | 2007年11月30日 |
| ○    | ララショフ・ザキール             | 2R 三角絞め                            | BSCF: Siberian Challenge 1                                               | 2007年10月14日 |
| ○    | スコット・ヘンツェ               | 1R 0:57 KO（バックハンドブロー）       | BodogFight: Vancouver                                                    | 2007年8月24日  |
| ○    | アンドレ・バルシュミター         | 1R 2:30 TKO                            | Bratsk Combat Sport Festival                                             | 2007年2月24日  |
| ×    | ペレ                             | 5分3R終了 判定0-3                      | WFC 2: Evolution                                                         | 2006年9月30日  |
| ×    | ホナウド・ジャカレイ             | 1R 2:10 肩固め                         | Jungle Fight 6                                                           | 2006年4月29日  |
| ○    | シャフカット・ウラコフ           | 三角絞め                               | APF: World Pankration Championship 2006                                  | 2005年4月15日  |
| ○    | ベスラン・イサエフ               | 3R 三角絞め                            | APF: World Pankration Championship 2005 【決勝】                         | 2005年12月18日 |
| ○    | ミュラド・マゴメドフ             | TKO（タオル投入）                      | APF: World Pankration Championship 2005 【準決勝】                       | 2005年12月18日 |
| ○    | ヴァシリー・ノビコフ             | TKO（タオル投入）                      | APF: World Pankration Championship 2005 【1回戦】                        | 2005年12月18日 |
| ×    | ペレ                             | 5分3R終了 判定                         | Jungle Fight 5                                                           | 2005年11月26日 |
| ○    | セルゲイ・ナウモフ               | 2R 4:50 TKO                            | M-1 MFC: Russia vs. France                                               | 2005年11月5日  |
| ○    | セルゲイ・グービン               | KO（パンチ）                           | IAFC: Pancration Siberian Open Cup 2005                                  | 2005年10月20日 |
| ○    | ウバイドゥラ・チョポラエフ       | 5分2R終了 判定                         | M-1 MFC: New Blood                                                       | 2005年10月1日  |
| ○    | ヴァシリー・クリロフ             | 3R終了 判定                            | IAFC: Championship of Asia 【決勝】                                      | 2005年3月20日  |
| ○    | ムサ・プリエフ                   | 3R終了 判定                            | IAFC: Championship of Asia 【準決勝】                                    | 2005年3月20日  |
| ○    | セルゲイ・アキニン               | 1R KO（膝蹴り）                        | IAFC: Championship of Asia 【1回戦】                                     | 2005年3月20日  |
| ○    | ヴェネル・ガリエフ               | 1R TKO（負傷）                         | IAFC: Stage of Russia Cup 【決勝】                                       | 2004年12月20日 |
| ○    | パベル・ヤロスラフテフ           | 1R TKO                                 | IAFC: Stage of Russia Cup 【準決勝】                                     | 2004年12月20日 |
| ○    | ミュラド・マドメドフ             | 3R TKO                                 | IAFC: Stage of Russia Cup 【1回戦】                                      | 2004年12月20日 |
| ○    | ジェイコブ・ブルボレンコ         | 2R TKO                                 | IAFC: Russian Pankration Championship 【決勝】                           | 2004年6月25日  |
| ○    | エフゲニー・ザヴィアゾチニコフ   | 1R フロントチョーク                    | IAFC: Russian Pankration Championship 【準決勝】                         | 2004年6月25日  |
| ○    | ヴァシリー・ブリノフ             | 2R TKO                                 | IAFC: Russian Pankration Championship 【1回戦】                          | 2004年6月25日  |
| ○    | ジェイフン・アリエフ             | 2R TKO                                 | IAFC: Stage of Russia Cup 4 【決勝】                                     | 2004年4月29日  |
| ○    | マゴメド・スルタンアクメドフ     | 2R終了 判定                            | IAFC: Stage of Russia Cup 4 【1回戦】                                    | 2004年4月29日  |
| ×    | ヴェネル・ガリエフ               | 判定0-3                                | Cup Of Empire 2004 【決勝】                                              | 2004年3月18日  |
| ○    | アブドゥル・アジズ・マラアイエフ | 判定3-0                                | Cup Of Empire 2004 【1回戦】                                             | 2004年3月18日  |
| ×    | ベスラン・イサエフ               | 1R 腕ひしぎ十字固め                    | IAFC: Pancration Asian Open Cup 2004 【決勝】                            | 2004年3月4日   |
| ○    | アントン・ヴェイスベッカー       | KO（パンチ）                           | IAFC: Pancration Asian Open Cup 2004 【1回戦】                           | 2004年3月4日   |
| ○    | アレクサンダー・ヤコブレフ       | 2R TKO                                 | IAFC: Stage of Russia Cup 3 【決勝】                                     | 2004年2月19日  |
| ○    | ズルフィナル・スルタンマゴメドフ | 1R TKO（カット）                       | IAFC: Stage of Russia Cup 3 【1回戦】                                    | 2004年2月19日  |

## 獲得タイトル
- Stage of Russia Cup 3 優勝（2004年）
- Stage of Russia Cup 4 優勝（2004年）
- Russian Pankration Championship 優勝（2004年）
- Stage of Russia Cup 優勝（2004年）
- Championship of Asia 優勝（2005年）
- World Pankration Championship 2005 優勝（2005年）
- WKN MMA欧州75kg級王座（2009年）
- Bellatorシーズン2 ミドル級トーナメント 優勝（2010年）
- Bellatorシーズン5 ミドル級トーナメント 優勝（2011年）
- 第2代Bellator世界ミドル級王座（2013年）
- M-1 Globalミドル級グランプリ 優勝（2016年）

## 表彰
- 近接格闘術 スポーツマスター